# 1731
1731 (MDCCXXXI) a fost un an obișnuit al calendarului gregorian, care a început într-o zi de duminică.

## Evenimente
- În Timișoara se pune piatra de temelie a primăriei germane (azi Primăria Veche).

## Nașteri
- 28 mai: Johann August Ephraim Goeze, zoolog german (d. 1793)
- 10 octombrie: Henry Cavendish, fizician și chimist englez (d. 1810)
- Vasile Nicola (Horea), unul din capii Răscoalei țărănești conduse de Horea, Cloșca și Crișan (d. 1785)

## Decese
- 20 februarie: Antoine I, Prinț de Monaco, 70 ani (n. 1661)